# Hygrocybe conicoides
Hygrocybe conicoides är en svampart som först beskrevs av Peter D. Orton, och fick sitt nu gällande namn av P.D. Orton & Watling 1969. Hygrocybe conicoides ingår i släktet Hygrocybe och familjen Hygrophoraceae.   Inga underarter finns listade i Catalogue of Life.